# Reimerath
Reimerath est une municipalité de la Verbandsgemeinde Kelberg, dans l'arrondissement de Vulkaneifel, en Rhénanie-Palatinat, dans l'ouest de l'Allemagne.

## Géographie
| - OpenStreetMap Limite communale. |